# Falsa Tartaruga
La Falsa Tartaruga (Mock Turtle nell'originale inglese) è un personaggio del romanzo fantastico Le avventure di Alice nel Paese delle Meraviglie di Lewis Carroll. A seconda della traduzione italiana si chiama anche Tartaruga Finta e con altre denominazioni. Il nome è un esempio dell'amore di Carroll per i giochi di parole basati sulla terminologia dell'etichetta e della moda vittoriane; deriva infatti dal nome di un piatto popolare nell'Inghilterra dell'epoca, mock turtle soup, che significa "falsa zuppa (o minestra) di tartaruga" ma potrebbe essere interpretato anche come "zuppa di falsa tartaruga".
(Alice nel Paese delle Meraviglie, cap. 9)
Nelle illustrazioni originali per Alice, John Tenniel riprese il gioco di parole di Carroll rappresentando la Falsa Tartaruga come una sorta di chimera composta da parti di diversi animali, e in particolare proprio quelle con cui si preparava la mock turtle soup, tra cui la testa, i piedi e la coda del vitello.

## Il personaggio
La Falsa Tartaruga incontra Alice dopo che la Duchessa Brutta ha comandato al Grifone di fargliela conoscere. Appare come una creatura estremamente malinconica, e acconsente a raccontare la propria storia anche se «...è una storia molto triste»; nondimeno mostra un notevole rimpianto per il proprio passato. La Falsa Tartaruga racconta di essere stata, in passato, una vera tartaruga, ma di aver perso la sua identità dopo essere arrivata nel Paese delle Meraviglie; descrive poi la sua vita felice in fondo al mare. Gran parte della sua storia riguarda le sue esperienze da piccola nella "scuola del mare", con un susseguirsi di giochi di parole in gran parte intraducibili e che le edizioni italiane non rendono mai completamente nel testo.
In seguito il Grifone le chiede di insegnare ad Alice un ballo insegnatogli dal suo antico mentore, il signor Testuggine: la Quadriglia delle aragoste. In realtà quello che dovrebbe essere un ballo allegro e veloce viene presentato come lento e noioso, al punto che quando il Grifone chiede ad Alice di recitare The Sluggard di Isaac Watts, la bambina, incapace di togliersi dalla testa la Quadriglia, ne recita una versione distorta, causando il disappunto del Grifone.
A quel punto il Grifone domanda ad Alice se, anziché continuare con le poesie sconclusionate, preferirebbe che la Falsa Tartaruga cantasse una canzone, e la bambina è molto lieta di accettare. La Falsa Tartaruga canta allora la tristissima Beautiful Soup, a sua volta una parodia di una popolare canzone inglese. Improvvisamente si sente l'annuncio dell'inizio del processo indetto dalla Regina: il Grifone trascina via Alice mentre la Falsa Tartaruga sta ancora cantando.

### Analisi
La Falsa Tartaruga è, insieme al Grifone, uno dei pochi personaggi a entrare in sintonia con Alice, anziché mostrare atteggiamenti antagonistici. A questo punto della storia, in effetti, la bambina è una "creatura a metà", nel bel mezzo del viaggio tra infanzia e maturità: allo stesso modo il Grifone e la Tartaruga sono animali compositi, sospesi tra diversi identità. Tuttavia, Alice non sembra manifestare alcun rimpianto per il proprio passato, cosa che invece la Falsa Tartaruga fa di continuo col suo tono sommesso e le sue tristi canzoni.
Bisogna comunque notare che la Falsa Tartaruga è tutt'altro che sincera: in ossequio al suo essere "falsa", la sua storia è ricca di situazioni palesemente poco veritiere; sebbene vanti una buona istruzione, per esempio, il suo eloquio nonsense sembra testimoniare il contrario. Allo stesso modo, le poesie e le canzoni che canta, presentate come divertenti, sono tristi e angosciose, nonostante il Grifone le trovi meno sconvenienti di quelle recitate da Alice.
Anche l'atteggiamento di Alice nei confronti dei due personaggi, in effetti, è diverso rispetto a quello riservato agli altri comprimari: la bambina si mostra infatti in grado di correggere e prevenire le proprie ingenuità, nonché di soppesare autonomamente il severo giudizio del Grifone nei suoi riguardi, trovandolo indegno di considerazione. In definitiva, i capitoli in cui compare la Falsa Tartaruga rappresentano l'ultimo step del percorso interiore di Alice, che difatti di lì a poco comprenderà perfettamente i meccanismi di funzionamento del Paese delle Meraviglie e sarà in grado di uscirne con le sue sole forze.

## Riferimenti nella cultura

### Film
Tra le apparizioni della Falsa Tartaruga negli adattamenti del romanzo si ricordano il film del 1933, in cui era interpretata da Cary Grant, e quello del 1999, dove era interpretata da Gene Wilder.
Nei piani originali, la Falsa Tartaruga doveva apparire anche nel film Disney del 1951, ma fu tagliata in fase di produzione. Per il personaggio fu comunque elaborato un design, che comparve in alcune pubblicità della Disney negli anni seguenti.

### Videogiochi
La Falsa Tartaruga appare in diversi videogiochi, fra cui American McGee's Alice e Alice: Madness Returns (dove si presenta con testa di toro e corpo di tartaruga) e An Elder Scrolls Legend: Battlespire, dove il personaggio carrolliano può essere incontrato attivando un easter egg.

### Musica
The Mock Turtles sono stati un gruppo musicale di Manchester che godette di un breve periodo di popolarità nei primi anni novanta col brano Can You Dig It?. La band jazz rock Steely Dan ha inciso un brano intitolato The Mock Turtle Song, pubblicato solo in forma di demo, i cui versi erano tratti dalla Quadriglia delle aragoste, una delle poesie contenute in Alice. Il gruppo fusion Bruford, fondato da Bill Bruford, ha realizzato un brano intitolato Fainting in Coils, che comprende un estratto della storia della Falsa Tartaruga di Alice.

### Fumetti e serie animate
The Mock Turtle era un supercriminale ossessionato da Alice nei fumetti di Astro City. Nella serie animata di Batman c'è un riferimento alla Falsa Tartaruga (tradotto nel doppiaggio come Finta Tartaruga) da parte del Cappellaio Matto nell'episodio Matto come un cappellaio.

In "sword art online, alicization" si fa riferimento a questo personaggio nel nome e nelle fattezze della base marina del "rats". Oltretutto l'intera storia fa continui riferimenti alla storia di "alice, nel paese delle meraviglie"